# كوهيرانس (فلم)
هو فلم اثارة و خيال علمي انتج سنة 2013 من إخراج james Ward Byrkit 

## القصة
يروي الفلم قصة مجموعة من الاشخاص يقررون إقامة حفل عشاء عند أحد الاصدقاء في ليلة يكون فيها مرور مذنب هالي ولكن سرعان ما يكتشفون أنهم يتعرضون لأحداث غير مفهومة في تلك الليلة فيبدؤون بمحاولة فهم ما يمرون به.

## عن الفلم
الفلم حصل على موقع IMDB بتقييم 7.1/10  و على موقع طماطم فاسدة نسبة 88 في 100.

## روابط خارجية
- مقالات تستعمل روابط فنية بلا صلة مع ويكي بيانات